# Upadek (książka)
Upadek – książka autorstwa Jareda Diamonda wydana w 2005.
Jej tematem jest zagłada kultur z przeszłości spowodowana czynnikami środowiskowymi, a w niektórych przypadkach także zmianą klimatu, wrogimi sąsiadami i partnerami handlowymi. Intencją autora było, by czytelnicy mogli się uczyć z historii innych społeczeństw i dzięki temu lepiej zareagować na zagrożenia stojące przed współczesną cywilizacją.